# Carolina Kostner
Carolina Kostner, född 8 februari 1987 i Bolzano, Italien, är en italiensk konståkare. Hennes främsta resultat är VM-guld, som hon tog den 31 mars 2012.

## Biografi
Carolina Kostner kommer från Urtijëi i Sydtyrolen men tränar i Oberstdorf. Hon är kusin till Isolde Kostner. Carolina Kostner var fanbärare för Italien vid invigningen av de olympiska vinterspelen i Turin 2006. Hennes modersmål är ladinska och hon talar även engelska, franska, italienska och tyska.

## Mästerskapsresultat

### Världsmästerskap
Carolina Kostner vann brons vid VM i konståkning 2005. Hon tog en silvermedalj vid VM  2008 och återigen brons 2011.
Vid VM 2012 tog hon guld, efter att ha legat trea efter det korta programmet. Ryskan Alena Leonova tog silver och Akiko Suzuki från Japan tog VM-brons.

### Europamästerskap
Vid EM i konståkning 2007 vann Carolina Kostner guldmedaljen.
Hon vann guld överlägset vid EM 2012. Hon fick då 183,55 poäng, medan Kiira Korpi från Finland fick silver för 166,94 poäng. Bronset gick till Elene Gedevanisjvili från Georgien.